# Châteauneuf (Loire)
Pour les articles homonymes, voir Châteauneuf.
Châteauneuf est une commune française située dans le département de la Loire en région Auvergne-Rhône-Alpes.

## Géographie
Châteauneuf est situé à 28 km de Saint-Étienne et 36 km de Lyon.
Située dans le parc naturel régional du Pilat, la commune ne possède pas de village mais plusieurs hameaux disséminés sur les collines enserrant la rivière du Couzon.
La superficie de la commune est de 13,65 km2 ; son altitude varie de 208  à   657 mètres.
| Saint-Joseph | Chabanière (Rhône)    | Tartaras       |
| Rive-de-Gier | Châteauneuf           | Longes (Rhône) |
| Farnay       | Sainte-Croix-en-Jarez |                |

### Voies de communications et transports

#### Transports en commun
La commune est desservie par les lignes 105 et 106 du réseau STAS de Saint-Étienne Métropole. Ces lignes la relient aux différents établissements scolaires et au centre-ville de Rive-de-Gier.

### Climat
Pour des articles plus généraux, voir Climat d'Auvergne-Rhône-Alpes et Climat de la Loire.
En 2010, le climat de la commune est de type climat océanique altéré, selon une étude du Centre national de la recherche scientifique s'appuyant sur une série de données couvrant la période 1971-2000. En 2020, Météo-France publie une typologie des climats de la France métropolitaine dans laquelle la commune est exposée à un climat de montagne ou de marges de montagne et est dans la région climatique Nord-est du Massif Central, caractérisée par une pluviométrie annuelle de 800 à 1 200 mm, bien répartie dans l’année.
Pour la période 1971-2000, la température annuelle moyenne est de 11,3 °C, avec une amplitude thermique annuelle de 17,4 °C. Le cumul annuel moyen de précipitations est de 798 mm, avec 8,9 jours de précipitations en janvier et 5,8 jours en juillet. Pour la période 1991-2020, la température moyenne annuelle observée sur la station météorologique de Météo-France la plus proche, « Saint-Didier-sous-Riverie », sur la commune de Chabanière à 7 km à vol d'oiseau, est de 11,6 °C et le cumul annuel moyen de précipitations est de 855,5 mm,. Pour l'avenir, les paramètres climatiques de la commune estimés pour 2050 selon différents scénarios d'émission de gaz à effet de serre sont consultables sur un site dédié publié par Météo-France en novembre 2022.

## Urbanisme

### Typologie
Au 1er janvier 2024, Châteauneuf est catégorisée ceinture urbaine, selon la nouvelle grille communale de densité à sept niveaux définie par l'Insee en 2022.
Elle appartient à l'unité urbaine de Saint-Étienne, une agglomération inter-départementale regroupant 32  communes, dont elle est une commune de la banlieue,,. Par ailleurs la commune fait partie de l'aire d'attraction de Lyon, dont elle est une commune de la couronne,. Cette aire, qui regroupe 397 communes, est catégorisée dans les aires de 700 000 habitants ou plus (hors Paris),.

### Occupation des sols
L'occupation des sols de la commune, telle qu'elle ressort de la base de données européenne d’occupation biophysique des sols Corine Land Cover (CLC), est marquée par l'importance des territoires agricoles (48,9 % en 2018), une proportion identique à celle de 1990 (48,9 %). La répartition détaillée en 2018 est la suivante : 
zones agricoles hétérogènes (34,8 %), forêts (31,3 %), prairies (14 %), milieux à végétation arbustive et/ou herbacée (10,6 %), zones urbanisées (6,5 %), zones industrielles ou commerciales et réseaux de communication (2,7 %). L'évolution de l’occupation des sols de la commune et de ses infrastructures peut être observée sur les différentes représentations cartographiques du territoire : la carte de Cassini (XVIIIe siècle), la carte d'état-major (1820-1866) et les cartes ou photos aériennes de l'IGN pour la période actuelle (1950 à aujourd'hui).

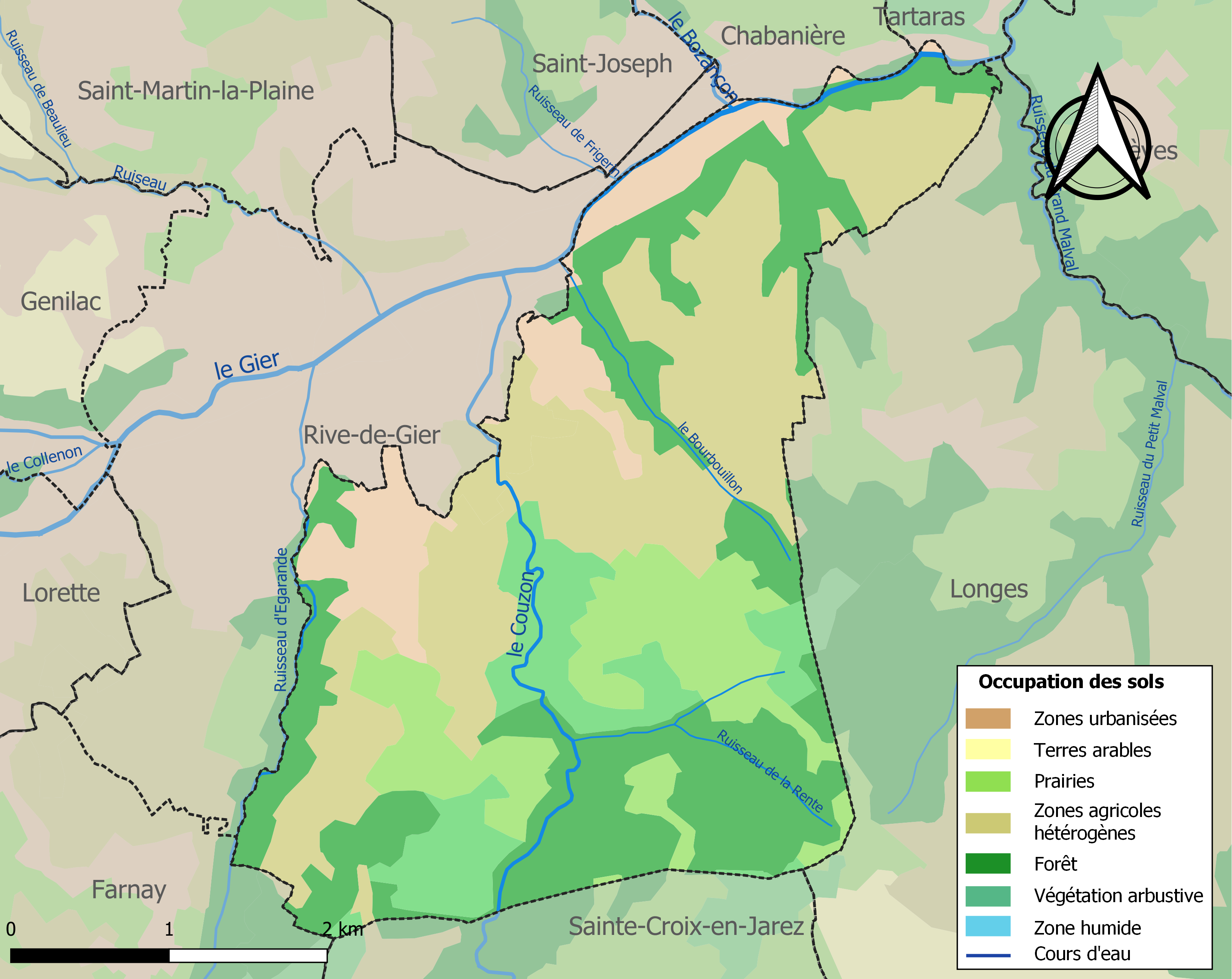
Carte des infrastructures et de l'occupation des sols de la commune en 2018 (CLC).

## Histoire
Avant la Révolution, Châteauneuf était un village de la paroisse de Rive-de-Gier.

## Politique et administration
| Période                                  | Période                       | Identité                                      | Étiquette | Qualité                                            |
| ---------------------------------------- | ----------------------------- | --------------------------------------------- | --------- | -------------------------------------------------- |
| Les données manquantes sont à compléter. |                               |                                               |           |                                                    |
| mars 2001                                | En cours (au 18 octobre 2022) | Bernard Laget, Réélu pour le mandat 2020-2026 | DVD       | Ancien cadre, conseiller départemental depuis 2021 |

## Démographie
L'évolution du nombre d'habitants est connue à travers les recensements de la population effectués dans la commune depuis 1793. Pour les communes de moins de 10 000 habitants, une enquête de recensement portant sur toute la population est réalisée tous les cinq ans, les populations de référence des années intermédiaires étant quant à elles estimées par interpolation ou extrapolation. Pour la commune, le premier recensement exhaustif entrant dans le cadre du nouveau dispositif a été réalisé en 2007.

En 2022, la commune comptait 1 700 habitants, en évolution de +7,66 % par rapport à 2016 (Loire : +1,32 %, France hors Mayotte : +2,11 %).
| 1793 | 1800 | 1806 | 1821 | 1831 | 1836 | 1841 | 1846 | 1851 |
| ---- | ---- | ---- | ---- | ---- | ---- | ---- | ---- | ---- |
| 374  | 371  | 398  | 412  | 567  | 513  | 554  | 601  | 533  |

| 1856 | 1861 | 1866 | 1872 | 1876 | 1881 | 1886 | 1891 | 1896 |
| ---- | ---- | ---- | ---- | ---- | ---- | ---- | ---- | ---- |
| 557  | 510  | 517  | 538  | 524  | 579  | 620  | 575  | 592  |

| 1901 | 1906 | 1911 | 1921 | 1926 | 1931 | 1936 | 1946 | 1954 |
| ---- | ---- | ---- | ---- | ---- | ---- | ---- | ---- | ---- |
| 621  | 621  | 693  | 679  | 719  | 739  | 725  | 677  | 719  |

| 1962 | 1968 | 1975 | 1982  | 1990  | 1999  | 2006  | 2007  | 2012  |
| ---- | ---- | ---- | ----- | ----- | ----- | ----- | ----- | ----- |
| 729  | 776  | 902  | 1 173 | 1 351 | 1 445 | 1 463 | 1 466 | 1 518 |

| 2017  | 2022  | - | - | - | - | - | - | - |
| ----- | ----- | - | - | - | - | - | - | - |
| 1 599 | 1 700 | - | - | - | - | - | - | - |

## Lieux et monuments
Le Château du Mollard est une ancienne maison bourgeoise rachetée par la Mairie. Aujourd'hui, son parc est ouvert au public en journée. Il abrite également quelques salles polyvalentes et des entreprises privées.
La chapelle située proche du cimetière et des ruines de l'ancien château qui a donné son nom à la commune.
La place de Madinay se situe au cœur du hameau de même nom et accueille une des statues disposées dans les différents hameaux de la commune[Quoi ?]. Elle possède également un lavoir datant de 1936.

## Personnalités liées à la commune
- Béatrix, de la Famille de La Tour du Pin, veuve de Guillaume de Roussillon, avait établi sa résidence habituelle au château de Châteauneuf avant de fonder la Chartreuse de Sainte-Croix-en-Jarez[23].